# Selenaspidus eritreae
Selenaspidus eritreae är en insektsart som beskrevs av Mamet 1958. Selenaspidus eritreae ingår i släktet Selenaspidus och familjen pansarsköldlöss.
Artens utbredningsområde är Eritrea. Inga underarter finns listade i Catalogue of Life.